# پروتوپرفیرینوژن IX
پروتوپرفیرینوژن IX (به انگلیسی: Protoporphyrinogen IX) با فرمول شیمیایی C34H52N4O4 یک ترکیب شیمیایی با شناسه پاب‌کم 1039 است. که جرم مولی آن ۵۸۰٫۸۰۱ گرم بر مول می‌باشد. 